# Lucienne Jacquin
Pour les articles homonymes, voir Jacquin.
Lucienne Jacquin, née le 30 juin 1907 à Bourbonne-les-Bains et morte le 21 novembre 1981 à Vesoul, est une syndicaliste communiste française.

## Biographie
Tout d'abord employée à la sécurité sociale, elle devient membre en 1939 de la commission administrative de l’Union départementale CGT.
Elle fait partie tout au long de sa carrière de plusieurs commissions, mais toujours en tant qu'encartée communiste.

## Vie privée
Elle épousa Paul Jacquin le 24 décembre 1927 à Dijon. Elle eut trois enfants.